# Otjinene
Otjinene – miasto we wschodniej Namibii; w regionie Omaheke; 2 102 mieszkańców (2011). 